# Maltipoo

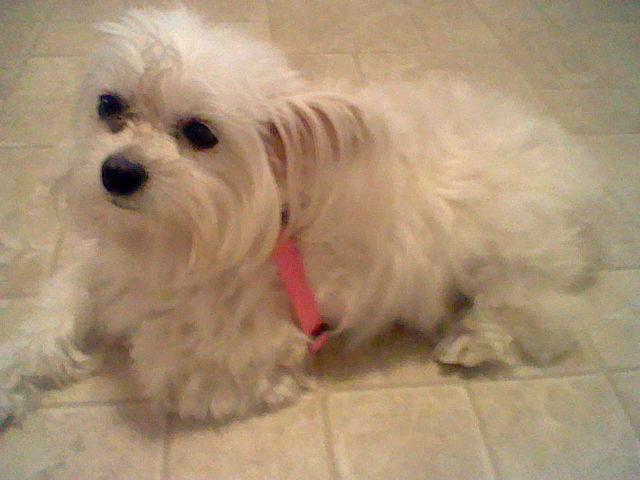

Een Maltipoo is een hondenras. Het betreft een kruising tussen een maltezer en een poedel. Het is een relatief nieuw ras, in de jaren 90 van de 20e eeuw gefokt in Noord-Amerika. Het hondenras is hypoallergeen en dus geschikt voor mensen die allergisch voor honden zijn. 
Het karakter van de hond wordt omschreven als vriendelijk en ondeugend. 

## Ziektes
Omdat het ras een kruising is tussen een poedel en een maltezer kan het ook ziektes van deze rassen overnemen, zoals epilepsie. 
Maltipoos kunnen tussen de 14 en 15 jaar oud worden.